# Suca satura
Suca satura är en insektsart som beskrevs av Navás 1921. Suca satura ingår i släktet Suca och familjen myrlejonsländor. Inga underarter finns listade i Catalogue of Life.